# Tau Cross
Tau Cross es una supergrupo internacional de heavy metal, el cual lo integraban en sus inicios Rob Miller de la banda inglesa Amebix, Michel Langevin de la banda canadiense Voivod, Jon Misery, Tom Radio y Andy Lefton de las bandas estadounidenses Misery, Frustration y War//Plague, respectivamente.

## Controversia
El tercer álbum de Tau Cross, Messengers of Deception estaba originalmente planeado para ser lanzado el 9 de agosto de 2019, pero la banda fue removida poco después del catálogo de la disquera Relapse Records y el lanzamiento fue cancelado, dejando en la incertidumbre el destino del álbum. Relapse decidió cortar su relación con la banda debido al hecho de que en las dedicatorias puestas en el álbum por sus integrantes, Rob Miller "agradece" a Gerard Menuhin, un prominente negacionista del holocausto.

## Estilo musical
El estilo musical de Tau Cross es descrito básicamente como crust punk, punk rock y heavy metal, referido como una continuación del estilo de Amebix, la banda anterior de Miller La banda también ha sido descrita como rock alternativo, rock gótico, doom metal tradicional, post-punk, rock progresivo, thrash metal y metal industrial. La banda cita entre sus influencias a Killing Joke, Black Sabbath, Pink Floyd, Joy Division y el misticismo inglés del siglo XVI. Su música ha sido comparada con los trabajos de otras bandas como Motörhead, Prong y New Model Army.

## Integrantes
Actuales
- Rob "The Baron" Miller - bajo, voz

Anteriores
- Andy Lefton - guitarra
- Jon Misery - guitarra
- Tom Radio - bajo
- James Adams - teclados
- Michel "Away" Langevin - batería

## Discografía
- Tau Cross (2015)
- Pillar of Fire (2017)
- Messengers of Deception (sin anunciar)